# Вигорлат (гора)

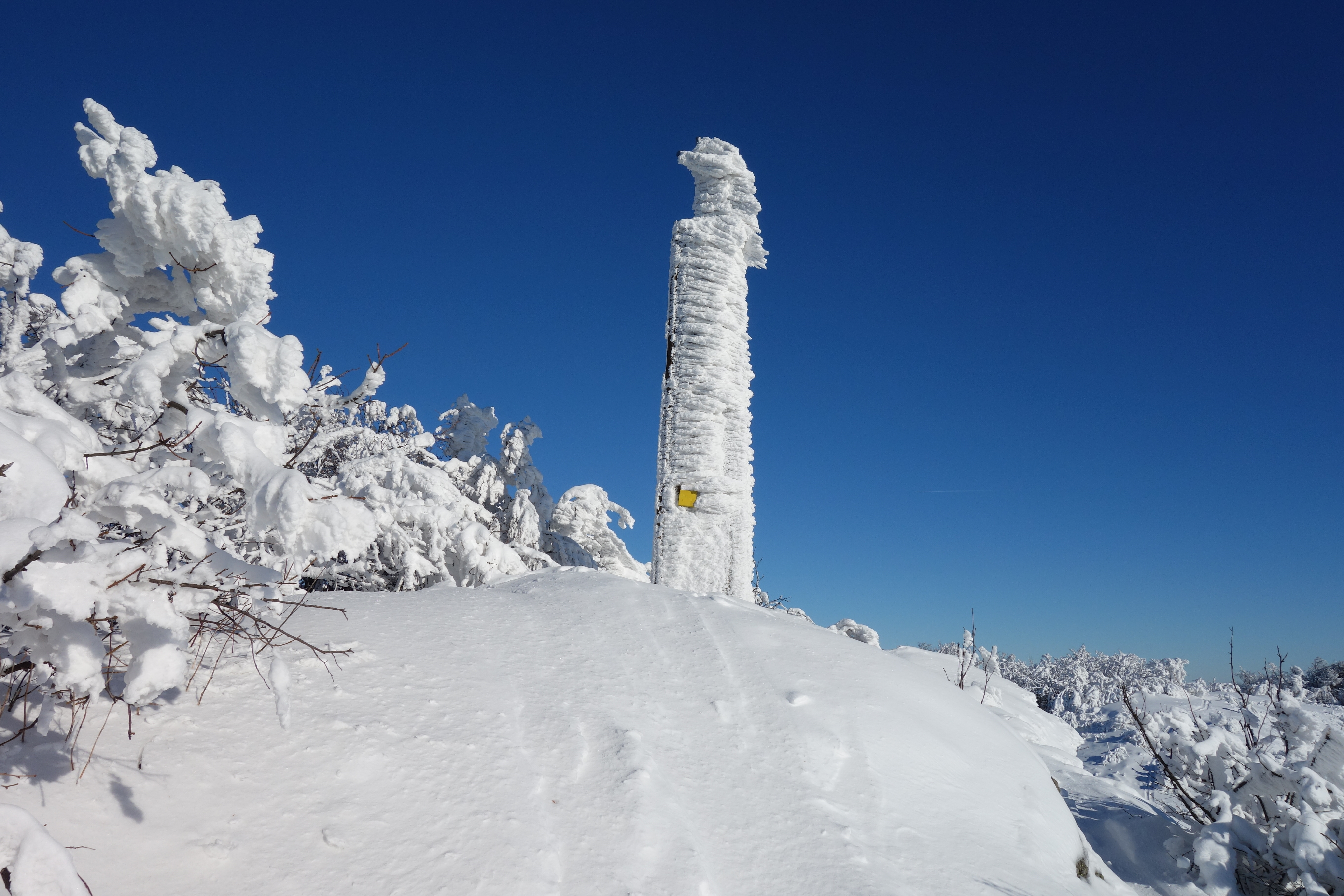
Вигорлат взимку

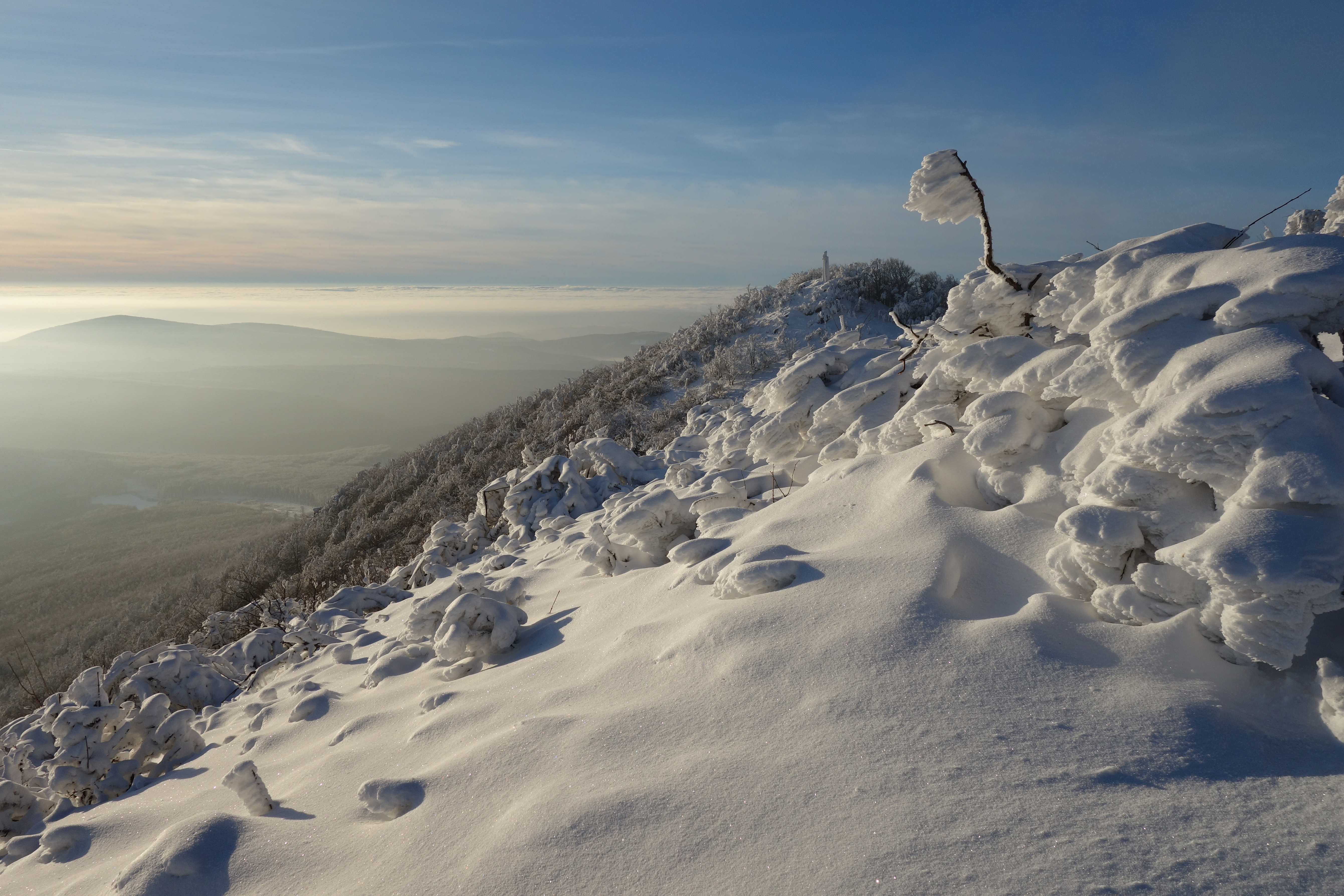
Вигорлат взимку

Вигорлат — найвища гора  Вигорлатських гір (масив Вигорлатські пагорби) вулканового походження. Так званий сплячий вулкан. Розташована в Словаччині в околиці Гуменного. Має висоту 1076 метрів.